# 京地どり
京地どり（きょうじどり）は、京都府が高品質な国産ブランド鶏肉を生み出すべく、1989年（平成元年）より畜産技術センターと共同研究・開発した比較的新しい地鶏品種。
その際、2系統の鶏が作出されたが、現在は片方に絞られた。飼育の難しさから一時生産農家数が1戸まで落ちたが、現在は3戸に増加した（年間生産羽数 約16000羽）。それぞれが、独自の飼育方法で飼養しており、大きく3つの京地どりに分かれる。
2017年から品種の見直しが行われ、2年にわたる試験、試食を行い2019年後半より新系統の京地どりの生産が開始され、切り替えが行われた。

## 品種系統
- 京地どり　横斑プリマスロック（♀）×軍鶏（♂）　（2019年-新系統に切り替え）

## 地鶏要件
- 京地どりの在来種由来血液百分率は100％（地鶏定義　50％以上）
- 京地どりの飼養密度　育雛期を除き、1㎡当たり8羽以下（地鶏定義　10羽以下）
- 京地どりの飼育日数　100日以上　（地鶏定義　75日以上）

## 生産地
- 京都府（南丹市・福知山）

## 種類
- 南丹市で生産される京地どりは2種類
  - 美山産 京地どり（南丹市美山町）
特徴 - 市販飼料に飼料米等をブレンドした自家配合飼料。
  - 匠京地どり（南丹市美山町）
特徴 - 抗生物質を使わず、飼料米を主体とした国産自給飼料率99％の完全自家配合飼料。120日以上飼育され脂身が白い。
- 福知山市で生産される京地どり
  - 福知山産 京地どり（福知山市）
特徴 - 京地どり専用飼料給与に自家生産した無農薬飼料米を配合。